# Liga a III-a 2012-2013
Sezonul 2012-2013 al Ligii a III-a este al cincizeci și șaptelea sezon al Ligii a III-a, a treia divizie a sistemului de fotbal românesc. Sezonul va începe pe 1 septembrie 2012. Liga este alcătuită din șase serii, fiecare cu câte 16 echipe. Primele echipe clasate din fiecare serie se vor califica în Liga II iar echipele de pe locurile 10-16 din fiecare serie vor retrograda în Liga a IV-a.La acestea se adauga 3 echpe de pe locul 9.Pentru a stabili echipele de locul 9 ce vor retrograda, se va întocmi un clasament special ce va cuprinde rezultatele înregistate de aceste echipe în meciurile cu echipele ce au terminat pe locurile 1-8.
În acest sezon s-au înscris doar 78 de echpe pe cele 96 le locuri existente (6x16).De-a lungul sezonului din cele 78 de echipe s-au retras in prima parte a campionatului CSO Plopeni, Sevișul Șelimbăr, Oltchim Râmnicu Vâlcea, FCM Huși și FC Cisnădie rămânand astfel doar 73 de echpe.Nici returul nu s-a desfașurat conform planului ,din cele 73 echipe ramase alte 7 echipe spunând pas competitiei Young Stars Panciu, Rapid II București, Eolica Baia, CSM Focșani, Jiul Petroșani, FCM Turda și Girom Albota.

## Clasament

### Seria I
| Poz | Echipa                       | MJ | V  | E | Î  | GM | GP | G   | Pct | Promovare sau retrogradare            |
| --- | ---------------------------- | -- | -- | - | -- | -- | -- | --- | --- | ------------------------------------- |
| 1   | Bacău (2012) (C) (P)         | 22 | 15 | 4 | 3  | 49 | 19 | +30 | 49  | Liga a II-a 2013–14                   |
| 2   | Dorohoi                      | 22 | 13 | 3 | 6  | 40 | 16 | +24 | 42  |                                       |
| 3   | CSM Moinești                 | 22 | 12 | 4 | 6  | 51 | 44 | +7  | 40  |                                       |
| 4   | Pașcani                      | 22 | 10 | 4 | 8  | 25 | 21 | +4  | 34  |                                       |
| 5   | Sporting Suceava             | 22 | 10 | 3 | 9  | 31 | 26 | +5  | 33  |                                       |
| 6   | Oțelul II Galați             | 22 | 9  | 6 | 7  | 40 | 33 | +7  | 33  |                                       |
| 7   | Petrotub Roman               | 22 | 10 | 2 | 10 | 35 | 30 | +5  | 32  |                                       |
| 8   | Bucovina Rădăuți             | 22 | 10 | 2 | 10 | 23 | 33 | −10 | 32  |                                       |
| 9   | Aerostar                     | 22 | 9  | 2 | 11 | 28 | 35 | −7  | 29  |                                       |
| 10  | Miroslava (R)                | 22 | 6  | 6 | 10 | 30 | 34 | −4  | 24  | Retrogradare în Liga a IV-a 2013–2014 |
| 11  | Ceahlăul II Piatra Neamț (R) | 22 | 6  | 1 | 15 | 25 | 41 | −16 | 19  | Retrogradare în Liga a IV-a 2013–2014 |
| 12  | Young Stars Panciu (R)       | 22 | 3  | 1 | 18 | 6  | 51 | −45 | 81  | Retrogradare în Liga a IV-a 2013–2014 |

Sursa: 
Reguli de clasare: 
1) puncte; 2) diferența de goluri; 3) goluri marcate.
POZ = Poziția în clasament; (C) = Campioană; (R) = Retrogradată; (P) = Promovată; (E) = Eliminată; (O) = Câștigătoare de play-off; (A) = Avansează în runda următoare. 
Aplicabil doar când sezonul nu este terminat: 
(Q) = Calificare în faza competiției indicată; (TQ) = Calificare în competiție, dar încă nu în faza indicată; (RQ) = Calificată în competiția de retrogradare indicată; (DQ) = Descalificată din competiție.

1În urma unei decizii a Comisie de Disciplină, Young Stars Panciu a fost penalizată cu 2 puncte.

### Seria II
| Poz | Echipa                              | MJ | V  | E | Î  | GM | GP | G   | Pct | Promovare sau retrogradare            |
| --- | ----------------------------------- | -- | -- | - | -- | -- | -- | --- | --- | ------------------------------------- |
| 1   | Gloria Buzău (C) (P)                | 24 | 17 | 1 | 6  | 50 | 16 | +34 | 52  | Liga a II-a 2013–14                   |
| 2   | Viitorul Axintele                   | 24 | 20 | 1 | 3  | 64 | 14 | +50 | 521 |                                       |
| 3   | Metaloglobus                        | 24 | 15 | 2 | 7  | 52 | 26 | +26 | 47  |                                       |
| 4   | Dunărea Călărași                    | 24 | 12 | 4 | 8  | 50 | 34 | +16 | 40  |                                       |
| 5   | Râmnicu Sărat                       | 24 | 12 | 4 | 8  | 37 | 26 | +11 | 40  |                                       |
| 6   | Juventus București                  | 24 | 10 | 6 | 8  | 33 | 21 | +12 | 36  |                                       |
| 7   | CS Urban Titu                       | 24 | 8  | 7 | 9  | 35 | 23 | +12 | 31  |                                       |
| 8   | Victoria Chirnogi                   | 24 | 10 | 8 | 6  | 48 | 37 | +11 | 292 |                                       |
| 9   | CSM Fetești                         | 24 | 10 | 3 | 11 | 31 | 44 | −13 | 243 |                                       |
| 10  | Rapid II București (R)              | 22 | 7  | 1 | 14 | 33 | 48 | −15 | 22  | Retrogradare în Liga a IV-a 2013–2014 |
| 11  | Sportul Studențesc București II (R) | 24 | 5  | 0 | 19 | 23 | 81 | −58 | 15  | Retrogradare în Liga a IV-a 2013–2014 |
| 12  | Focșani (R)                         | 22 | 4  | 2 | 16 | 12 | 54 | −42 | 14  | Retrogradare în Liga a IV-a 2013–2014 |
| 13  | Eolica Baia (R)                     | 22 | 3  | 1 | 18 | 18 | 62 | −44 | 84  | Retrogradare în Liga a IV-a 2013–2014 |

Sursa: 
Reguli de clasare: 
1) puncte; 2) diferența de goluri; 3) goluri marcate.
POZ = Poziția în clasament; (C) = Campioană; (R) = Retrogradată; (P) = Promovată; (E) = Eliminată; (O) = Câștigătoare de play-off; (A) = Avansează în runda următoare. 
Aplicabil doar când sezonul nu este terminat: 
(Q) = Calificare în faza competiției indicată; (TQ) = Calificare în competiție, dar încă nu în faza indicată; (RQ) = Calificată în competiția de retrogradare indicată; (DQ) = Descalificată din competiție.

1Viitorul Axintele a fost penalizată cu 9 puncte pentru nerespectarea articolului 34 din ROAF privind grupele de juniori obligatorii la acest nivel.
2Victoria Chirnogi a fost penalizată cu 9 puncte pentru nerespectarea articolului 34 din ROAF privind grupele de juniori obligatorii la acest nivel.
3Rapid Fetești a fost penalizată cu 9 puncte pentru nerespectarea articolului 34 din ROAF privind grupele de juniori obligatorii la acest nivel.
4În urma unei decizii a Comisie de Disciplină, Eolica Baia a fost penalizată cu 2 puncte.

### Seria III
| Poz | Echipa                   | MJ | V  | E  | Î  | GM | GP | G   | Pct | Promovare sau retrogradare            |
| --- | ------------------------ | -- | -- | -- | -- | -- | -- | --- | --- | ------------------------------------- |
| 1   | ACS Berceni (C) (P)      | 24 | 18 | 3  | 3  | 52 | 22 | +30 | 57  | Liga a II-a 2013–14                   |
| 2   | Caracal                  | 24 | 12 | 6  | 6  | 32 | 20 | +12 | 42  |                                       |
| 3   | CS Balotești             | 24 | 12 | 5  | 7  | 37 | 23 | +14 | 41  |                                       |
| 4   | Inter Clinceni           | 24 | 10 | 5  | 9  | 27 | 34 | −7  | 35  |                                       |
| 5   | CS Ștefănești⁠(d)         | 24 | 12 | 5  | 7  | 37 | 26 | +11 | 321 |                                       |
| 6   | Progresul Cernica        | 24 | 10 | 2  | 12 | 33 | 37 | −4  | 32  |                                       |
| 7   | Voluntari                | 24 | 7  | 10 | 7  | 30 | 25 | +5  | 31  |                                       |
| 8   | Afumați                  | 24 | 10 | 8  | 6  | 50 | 28 | +22 | 292 |                                       |
| 9   | Vișina Nouă              | 24 | 8  | 9  | 7  | 35 | 27 | +8  | 243 |                                       |
| 10  | Viitorul Domnești (R)    | 24 | 10 | 2  | 12 | 27 | 38 | −11 | 234 | Retrogradare în Liga a IV-a 2013–2014 |
| 11  | CSM Alexandria (R)       | 24 | 4  | 6  | 14 | 26 | 43 | −17 | 18  | Retrogradare în Liga a IV-a 2013–2014 |
| 12  | Concordia II Chiajna (R) | 24 | 2  | 6  | 16 | 18 | 57 | −39 | 12  | Retrogradare în Liga a IV-a 2013–2014 |
| 13  | CS Tunari (R)            | 24 | 5  | 5  | 14 | 31 | 55 | −24 | 115 | Retrogradare în Liga a IV-a 2013–2014 |

Sursa: 
Reguli de clasare: 
1) puncte; 2) diferența de goluri; 3) goluri marcate.
POZ = Poziția în clasament; (C) = Campioană; (R) = Retrogradată; (P) = Promovată; (E) = Eliminată; (O) = Câștigătoare de play-off; (A) = Avansează în runda următoare. 
Aplicabil doar când sezonul nu este terminat: 
(Q) = Calificare în faza competiției indicată; (TQ) = Calificare în competiție, dar încă nu în faza indicată; (RQ) = Calificată în competiția de retrogradare indicată; (DQ) = Descalificată din competiție.

1CS Ștefănești a fost penalizată cu 9 puncte pentru nerespectarea articolului 34 din ROAF privind grupele de juniori obligatorii la acest nivel.
2CS Afumați a fost penalizată cu 9 puncte pentru nerespectarea articolului 34 din ROAF privind grupele de juniori obligatorii la acest nivel.
3CS Vișina Noua a fost penalizată cu 9 puncte pentru nerespectarea articolului 34 din ROAF privind grupele de juniori obligatorii la acest nivel.
4Viitorul Domnești a fost penalizată cu 9 puncte pentru nerespectarea articolului 34 din ROAF privind grupele de juniori obligatorii la acest nivel.
5CS Tunari a fost penalizată cu 9 puncte pentru nerespectarea articolului 34 din ROAF privind grupele de juniori obligatorii la acest nivel.

### Seria IV
| Poz | Echipa                   | MJ | V  | E  | Î  | GM | GP | G   | Pct | Promovare sau retrogradare            |
| --- | ------------------------ | -- | -- | -- | -- | -- | -- | --- | --- | ------------------------------------- |
| 1   | Minerul Motru (C) (P)    | 22 | 12 | 8  | 2  | 36 | 20 | +16 | 44  | Liga a II-a 2013–14                   |
| 2   | Jiul Rovinari            | 22 | 11 | 6  | 5  | 26 | 22 | +4  | 39  |                                       |
| 3   | Millenium Giarmata⁠(d)    | 22 | 9  | 8  | 5  | 35 | 25 | +10 | 35  |                                       |
| 4   | Reșița                   | 22 | 9  | 8  | 5  | 31 | 22 | +9  | 35  |                                       |
| 5   | Pandurii II Târgu Jiu    | 22 | 9  | 4  | 9  | 31 | 21 | +10 | 31  |                                       |
| 6   | SC Minerul Jilț Mătăsari | 22 | 8  | 7  | 7  | 25 | 20 | +5  | 31  |                                       |
| 7   | Muncitorul Reșița        | 22 | 6  | 10 | 6  | 27 | 31 | −4  | 28  |                                       |
| 8   | Vulturii Lugoj           | 22 | 6  | 6  | 10 | 28 | 33 | −5  | 24  |                                       |
| 9   | Caransebeș               | 22 | 6  | 6  | 10 | 27 | 41 | −14 | 24  |                                       |
| 10  | Apă Craiova (R)          | 22 | 5  | 6  | 11 | 14 | 25 | −11 | 21  | Retrogradare în Liga a IV-a 2013–2014 |
| 11  | Flacăra Făget (R)        | 22 | 7  | 6  | 9  | 17 | 24 | −7  | 171 | Retrogradare în Liga a IV-a 2013–2014 |
| 12  | CS Vladimirescu (R)      | 22 | 2  | 9  | 11 | 12 | 25 | −13 | 132 | Retrogradare în Liga a IV-a 2013–2014 |

Sursa: 
Reguli de clasare: 
1) puncte; 2) diferența de goluri; 3) goluri marcate.
POZ = Poziția în clasament; (C) = Campioană; (R) = Retrogradată; (P) = Promovată; (E) = Eliminată; (O) = Câștigătoare de play-off; (A) = Avansează în runda următoare. 
Aplicabil doar când sezonul nu este terminat: 
(Q) = Calificare în faza competiției indicată; (TQ) = Calificare în competiție, dar încă nu în faza indicată; (RQ) = Calificată în competiția de retrogradare indicată; (DQ) = Descalificată din competiție.

1Flacăra Făget a fost penalizata cu 10 puncte, in urma hotararilor Comisiei de Disciplină.
2CS Vladimirescu  a fost penalizata cu 2 puncte în urma hotararii Comisiei de Disciplină.

### Seria V
| Poz | Echipa                       | MJ | V  | E | Î  | GM | GP | G   | Pct | Promovare sau retrogradare            |
| --- | ---------------------------- | -- | -- | - | -- | -- | -- | --- | --- | ------------------------------------- |
| 1   | Olimpia Satu Mare (C) (P)    | 24 | 19 | 1 | 4  | 44 | 15 | +29 | 58  | Liga a II-a 2013–14                   |
| 2   | FC Hunedoara                 | 24 | 16 | 5 | 3  | 50 | 15 | +35 | 53  |                                       |
| 3   | CS Oșorhei                   | 24 | 16 | 4 | 4  | 45 | 23 | +22 | 52  |                                       |
| 4   | Șoimii Pâncota               | 24 | 13 | 6 | 5  | 44 | 24 | +20 | 45  |                                       |
| 5   | Unirea Dej                   | 24 | 12 | 6 | 6  | 40 | 23 | +17 | 42  |                                       |
| 6   | FC Zalău                     | 24 | 10 | 3 | 11 | 57 | 37 | +20 | 33  |                                       |
| 7   | Seso Câmpia Turzii           | 24 | 9  | 6 | 9  | 33 | 27 | +6  | 33  |                                       |
| 8   | Sănătatea Cluj               | 24 | 9  | 4 | 11 | 37 | 37 | 0   | 31  |                                       |
| 9   | Național Sebiș               | 24 | 9  | 4 | 11 | 36 | 38 | −2  | 31  |                                       |
| 10  | Europa Alba-Iulia (R)        | 24 | 8  | 7 | 9  | 28 | 30 | −2  | 31  | Retrogradare în Liga a IV-a 2013–2014 |
| 11  | Plimob Sighetu Marmației (R) | 24 | 4  | 0 | 20 | 18 | 69 | −51 | 12  | Retrogradare în Liga a IV-a 2013–2014 |
| 12  | Jiul Petroșani (R)           | 23 | 2  | 5 | 16 | 13 | 48 | −35 | 11  | Retrogradare în Liga a IV-a 2013–2014 |
| 13  | Arieșul Turda (R)            | 23 | 1  | 3 | 19 | 7  | 66 | −59 | 6   | Retrogradare în Liga a IV-a 2013–2014 |

Sursa: 
Reguli de clasare: 
1) puncte; 2) diferența de goluri; 3) goluri marcate.
POZ = Poziția în clasament; (C) = Campioană; (R) = Retrogradată; (P) = Promovată; (E) = Eliminată; (O) = Câștigătoare de play-off; (A) = Avansează în runda următoare. 
Aplicabil doar când sezonul nu este terminat: 
(Q) = Calificare în faza competiției indicată; (TQ) = Calificare în competiție, dar încă nu în faza indicată; (RQ) = Calificată în competiția de retrogradare indicată; (DQ) = Descalificată din competiție.

### Seria VI
| Poz | Echipa                    | MJ | V  | E | Î  | GM | GP | G   | Pct | Promovare sau retrogradare            |
| --- | ------------------------- | -- | -- | - | -- | -- | -- | --- | --- | ------------------------------------- |
| 1   | Unirea Tărlungeni (C) (P) | 18 | 14 | 3 | 1  | 26 | 5  | +21 | 45  | Liga a II-a 2013–14                   |
| 2   | Fortuna Brazi             | 18 | 14 | 2 | 2  | 45 | 9  | +36 | 44  |                                       |
| 3   | Unirea Câmpina            | 18 | 9  | 5 | 4  | 21 | 13 | +8  | 32  |                                       |
| 4   | SCM Argeșul Pitești⁠(d)    | 18 | 7  | 5 | 6  | 24 | 21 | +3  | 26  |                                       |
| 5   | Conpet Ploiești           | 18 | 7  | 4 | 7  | 23 | 15 | +8  | 25  |                                       |
| 6   | FC Zagon                  | 18 | 6  | 7 | 5  | 22 | 24 | −2  | 25  |                                       |
| 7   | Avântul Reghin            | 18 | 4  | 6 | 8  | 21 | 29 | −8  | 18  |                                       |
| 8   | Târgoviște                | 18 | 4  | 5 | 9  | 15 | 23 | −8  | 17  |                                       |
| 9   | Civitas Făgăraș           | 18 | 4  | 1 | 13 | 17 | 39 | −22 | 13  |                                       |
| 10  | Girom Albota (R)          | 18 | 2  | 0 | 16 | 6  | 43 | −37 | 6   | Retrogradare în Liga a IV-a 2013–2014 |

Sursa: 
Reguli de clasare: 
1) puncte; 2) diferența de goluri; 3) goluri marcate.
POZ = Poziția în clasament; (C) = Campioană; (R) = Retrogradată; (P) = Promovată; (E) = Eliminată; (O) = Câștigătoare de play-off; (A) = Avansează în runda următoare. 
Aplicabil doar când sezonul nu este terminat: 
(Q) = Calificare în faza competiției indicată; (TQ) = Calificare în competiție, dar încă nu în faza indicată; (RQ) = Calificată în competiția de retrogradare indicată; (DQ) = Descalificată din competiție.